# Valtatie 28

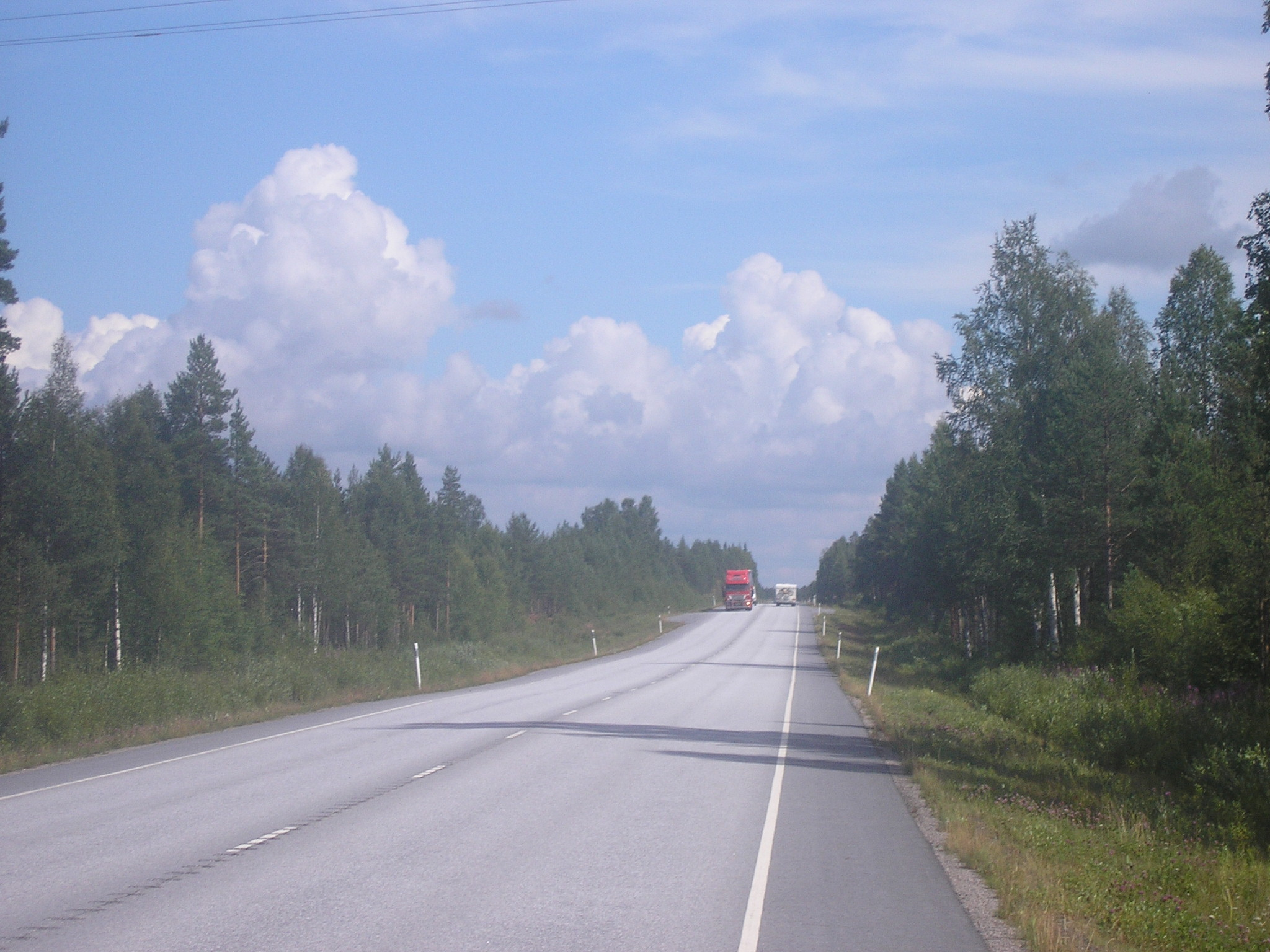
La Valtatie 28 nei pressi di Riippa, Kokkola

La Valtatie 28 (in svedese Riksväg 28) è una strada statale finlandese. Ha inizio a Kokkola e si dirige verso est, dove si conclude dopo 246 km nei pressi di Kajaani.

## Percorso
La Valtatie 28 tocca i comuni di Kannus, Sievi, Nivala, Haapavesi, Kärsämäki, nuovamente Haapavesi, nuovamente Kärsämäki, Siikalatva e Pyhäntä.